# Dennis Leeflang
Dennis Leeflang (Leiderdorp, 22 mei 1979) is een Nederlands rockdrummer, woonachtig in New York. Leeflang is vooral bekend om zijn werk met Bumblefoot (ook bekend als Ron Thal). Andere bands waar hij deel van uitmaakte, zijn onder andere, uit de 80's afkomstige hardrockbands: Lita Ford, Within Temptation, Sun Caged, Epica en The Saturnine.

## Biografie
Leeflang werd op 22 mei 1979 geboren in Leiderdorp (Zuid-Holland). Na als kind lid te zijn geweest van enkele fanfarekorpsen begon Leeflang met drummen toen hij 13 jaar oud was. Aanvankelijk speelde hij thuis mee met platen van onder andere Nirvana, Guns N' Roses, Metallica en Iron Maiden. Hij werd vrijwel direct gevraagd door verschillende lokale rockbands in de omgeving van Leiden, waar hij ook zijn middelbareschooltijd doorbracht, op het Bonaventura College.
Na wisselend succes met deze lokale bands raakte Leeflangs carrière in een stroomversnelling toen hij in 1996 op 17-jarige leeftijd gevraagd werd door de net opgerichte Nederlandse gothic-metalband Within Temptation. Met Within Temptation nam Leeflang de Enter-demotape op in zijn thuis-studio, dat mede het startschot was van een gehele nieuwe stroming in de Europese metalscene.
Hij speelde later met bands als Epica en The Saturnine, voordat hij in 2004 van Nederland naar New York verhuisde, direct na het verlaten van de door hem in 1998 opgerichte progressieve metalband Sun Caged.
Leeflang was al Bumblefoots livedrummer voor Europese tournees sinds 2002, maar werd fulltime drummer bij Bumblefoot toen hij zich eenmaal in New York gehuisvest had. Alhoewel Leeflang in 2003 een nummer met Bumblefoot opnam voor een Jimi Hendrix-tributealbum was zijn officiële opnamedebuut met Bumblefoots studioalbum Normal uit 2005.
In New York doet Leeflang sinds 2004 veel sessiewerk, zowel vanuit zijn eigen opnamestudio als in studio's in New York en omgeving. In 2009 werd hij gevraagd om op tournee te gaan met Lita Ford. Leeflang had minder dan twee dagen om Fords set in te studeren, waarna hij drie maanden met haar door Europa en de VS toerde.
Wanneer hij niet op tournee is, werkt Leeflang dagelijks vanuit zijn opnamestudio in New York waar hij drumtracks opneemt voor velerlei internationale opnameprojecten.

## Stijl
Leeflangs speelstijl kan worden omschreven als een krachtige rockstijl met funk- en jazzinvloeden, en een breed gebruik van dynamiek en dode noten. Vooral door het doen van veel sessiewerk in New York, in verschillende muziekstijlen, heeft Leeflang een veelzijdige sound ontwikkeld. Naast studio- en livedrummer is Leeflang drumdocent in zowel New York als Nederland en doet hij regelmatig drumclinics in Europa, Rusland en de Verenigde Staten.

### Invloeden
Als zijn voornaamste invloeden noemt Leeflang onder andere drummers als Nicko McBrain, Chad Smith, Josh Freese, John Bonham, Steve Jordan en Jeff Porcaro.

## Equipment
- bekkens van Paiste
- drumstokken van Vic Firth
- drumkoffers en -tassen van Ahead Armor Cases
- custom "stave"-snaredrums van HD Custom Drums
- spanranden van S-Hoop[2]